# Jack Parker (Hürdenläufer)
Frederick John „Jack“ Parker (* 6. September 1927; † 20. Februar 2022) war ein britischer Hürdenläufer, der sich auf die 110-Meter-Distanz spezialisiert hatte.
Bei den Olympischen Spielen 1952 in Helsinki erreichte er das Halbfinale über 110 Meter Hürden.
1954 wurde er für England startend bei den British Empire and Commonwealth Games in Vancouver Vierter über 120 Yards Hürden und gewann Silber bei den Leichtathletik-Europameisterschaften in Bern über 110 Meter Hürden.
Zwei Jahre später schied er bei den Olympischen Spielen 1956 in Melbourne im Vorlauf über 110 Meter Hürden aus.
Seine persönliche Bestzeit von 14,3 s stellte er am 30. Juli 1955 in London auf.